# 硝酸カドミウム
硝酸カドミウム（しょうさんカドミウム、英 Cadmium nitrate）はカドミウムの硝酸塩で、化学式Cd(NO3)2で表される無機化合物。無水物と数種類の水和物があるが、一般には四水和物が流通している。潮解性のある白色の結晶で、人体に対し発癌性がある。日本の毒劇法では劇物に分類されている。

## 用途
ガラス・陶磁器の着色や、写真撮影用の発光剤 (Flash powder) 、化学工業におけるカドミウムイオンの供給源として利用される。

## 生成
単体のカドミウムや酸化カドミウム、水酸化カドミウムまたは炭酸カドミウムを硝酸に溶解し、結晶化させて得られる。
{\displaystyle {\ce {CdO\ + 2HNO3 -> Cd(NO3)2\ + H2O}}}

## 反応
高温で分解し、酸化カドミウムと窒素酸化物を生じる。硫化水素との反応により、硫化カドミウムが生成される。水酸化ナトリウム溶液に溶解すると、酸化カドミウムの沈殿物と水酸化カドミウムを生じる。多くの不溶性カドミウム塩は沈殿反応により得られる。例えば、太陽電池に使われる硫酸カドミウムは硝酸カドミウム水溶液と硫酸ナトリウム水溶液の混合により、沈殿物として生じる。